# Diecezja Santa Rosa de Lima
Diecezja Santa Rosa de Lima (łac. Dioecesis Sanctae Rosae de Lima) – diecezja Kościoła rzymskokatolickiego w Gwatemali. Należy do archidiecezji Santiago de Guatemala. Została erygowana 27 kwietnia 1996 roku.

## Ordynariusze
- Julio Amílcar Bethancourt Fioravanti (1996–2006)
- Bernabé de Jesús Sagastume Lemus O.F.M. Cap., (2007–2021)
- José Cayetano Parra Novo OP, (od 2021)